# Telefe noticias a las 20
Telefe noticias a las 20, también conocido como Telefe Noticias, es el noticiero central de Telefe. Se emite de lunes a viernes a las 20:00 (ART) por el Canal 11 de Buenos Aires, sus estaciones afiliadas en Argentina y por Telefe Internacional para el resto de América y desde el 12 de agosto de 2002 es conducido por Rodolfo Barili.

## Historia
Desde sus inicios en 1990, ha cambiado solo una vez su nombre y horario. Anteriormente su nombre era Telefe Noticias a las 19, emitido a las 19:00.
El 5 de abril de 1999, luego del cierre del canal Red de Noticias (propiedad de Telefe), y varios despidos ocurridos después de ese acontecimiento, la edición de las 19:00 es cancelada debido a cuestiones políticas, ya que en ese mismo año se realizarían elecciones generales presidenciales.
Años después, el lunes 12 de agosto de 2002, la edición vuelve a emitirse con la conducción de Rodolfo Barili y Cristina Pérez, quien venía de Canal 9.
En 2008, por razones de hacer frente a su competencia, el noticiero fue trasladado a las 20:00 (UTC-03:00).
Ese mismo año, Cristina Pérez abandonó temporalmente la conducción debido a un accidente; fue reemplazada por Milva Castellini. Ese año fue es clave para el programa, ya que necesitaba profundizar el cambio y ganarse a la audiencia.
En agosto de 2016, con motivo de celebrarse 14 años del regreso del noticiero central a Telefe, se realizan diversos cambios, uno de estos cambios es el nombre, el noticiero fue llamado Noti.20. También se cambia la apertura y los videographs, siendo estos últimos diferentes a Telefe Noticias a las 13 y Diario de medianoche.
El 4 de septiembre de 2017, se renovaron completamente los noticieros de Telefe Noticias, las cuatro ediciones cambiaron de nombre: Buen Telefe (a la mañana), El noticiero de la gente, (al mediodía) y Staff de noticias (a la medianoche).
En 2018, el noticiero logra consagrarse como el ganador de su franja horaria, imponiéndose a su principal rival, e histórico ganador de la franja Telenoche.
En diciembre de 2023, después de 21 años, Cristina Pérez abandona la conducción del noticiero sin abandonarlo ya que desde 2024 hará informe especiales para el mismo.

## Conductores
- 2002-2023: Cristina Pérez y Rodolfo Barili.
- 2024-presente: Rodolfo Barili.

## Equipo periodístico
| Sección                   | Columnista/s                                        |
| ------------------------- | --------------------------------------------------- |
| Política                  | Reynaldo Sietecase                                  |
| Economía                  | Carolina Suárez                                     |
| Internacionales           | Ayelén Oliva                                        |
| Policiales                | Mariano García                                      |
| Clima                     | Daniel Roggiano                                     |
| Salud                     | Dr. Daniel López Rosetti                            |
| Deportes                  | Miguel Bossio                                       |
| Espectáculos              | Pilar Smith                                         |
| Temas sociales            | Gisela Busaniche, Rodolfo Sbrissa y Damián Carreras |
| Columnista de "Ta-Xi-Fe"  | Roberto Funes Ugarte                                |
| Columnista de "He vivido" | Érica Fontana                                       |
| Columnista de "Guerreras" | Anabella Messina                                    |

## Premios y nominaciones
| Año  | Ceremonia de premiación      | Categoría                   | Nominado/a (s)           | Resultado | Ref(s) |
| ---- | ---------------------------- | --------------------------- | ------------------------ | --------- | ------ |
| 2009 | Premios Clarín               | Mejor noticiero             | Telefe noticias a las 20 | Ganador   |        |
| 2009 | Premios Martín Fierro        | Mejor noticiero             | Telefe noticias a las 20 | Ganador   | [ 6 ]  |
| 2009 | Premios Luchemos por la Vida | Luchemos por la Vida de Oro | Sección «Testigo Urbano» | Ganador   | [ 7 ]  |
| 2010 | Premios Martín Fierro        | Mejor noticiero             | Telefe noticias a las 20 | Nominado  | [ 8 ]  |
| 2011 | Premios Tato                 | Mejor noticiero             | Telefe noticias a las 20 | Nominado  |        |
| 2012 | Premios Tato                 | Mejor noticiero             | Telefe noticias a las 20 | Nominado  |        |
| 2013 | Premios Martín Fierro        | Mejor noticiero             | Telefe noticias a las 20 | Ganador   |        |
| 2014 | Premios Martín Fierro        | Mejor noticiero             | Telefe noticias a las 20 | Ganador   | [ 9 ]  |
| 2015 | Premios Martín Fierro        | Mejor noticiero             | Telefe noticias a las 20 | Nominado  |        |
| 2016 | Premios Martín Fierro        | Mejor noticiero             | Telefe noticias a las 20 | Nominado  |        |
| 2017 | Premios Martín Fierro        | Mejor noticiero             | Telefe noticias a las 20 | Ganador   | [ 10 ] |
| 2018 | Premios Martín Fierro        | Mejor noticiero             | Telefe noticias a las 20 | Nominado  | [ 11 ] |
| 2021 | Premios Martín Fierro        | Mejor noticiero central     | Telefe noticias a las 20 | Ganador   | [ 12 ] |
| 2022 | Premios Martín Fierro        | Mejor noticiero central     | Telefe noticias a las 20 | Ganador   | [ 13 ] |
| 2023 | Premios Martín Fierro        | Mejor noticiero central     | Telefe noticias a las 20 | Ganador   | [ 14 ] |
| 2023 | Premios Martín Fierro        | Martín Fierro de Oro        | Telefe noticias a las 20 | Ganador   | [ 14 ] |